# رودخانه خسته
رودخانه خسته (انگلیسی: Weary River) یک فیلم به کارگردانی فرانک لوید است که در سال ۱۹۲۹ منتشر شد. از بازیگران آن می‌توان به ریچارد بارتلمس، بتی کامپسن، ویلیام هولدن و راندولف اسکات اشاره کرد.